# Tipos de hablante
Dentro del estudio lingüístico de las lenguas en peligro de extinción, los sociolingüistas distinguen entre diferentes tipos de hablantes basados en el tipo de competencia que han adquirido de la lengua en peligro. A menudo, en situaciones en las que una comunidad cambia gradualmente de un idioma en peligro a un idioma mayoritario, no todos los hablantes adquieren una competencia lingüística completa, pero tienen diferentes grados y tipos de competencia dependiendo del tipo de exposición al idioma minoritario que experimentaron en su educación. Originalmente, la relevancia de los tipos de hablantes en situaciones de cambio de idioma fue notada por Nancy Dorian quien acuñó el término semihablante para referirse a aquellos hablantes de gaélico en Sutherland que eran predominantemente de habla inglesa y cuya competencia gaélica era limitada y mostró considerable influencia del inglés.  Los estudios posteriores agregaron tipos de oradores adicionales como recordadores (que recuerdan algunas palabras y frases pero tienen poca o ninguna competencia gramatical y no hablan el idioma activamente), Hablantes pasivos (que tienen una competencia de comprensión casi completa pero no hablan el idioma activamente). En el ámbito del euskera, en  España y Francia, se suele emplear el término hablante pasivo, para referirse a aquellas personas que no usan el euskera, ni son capaces de hablarlo, pero que lo entienden a diferentes niveles.En el contexto de la revitalización del lenguaje, los neohablantes que han aprendido el idioma en peligro como segunda lengua a veces se distinguen.
En contextos de adquisición de idiomas y estudios de enseñanza de idiomas, a veces hay una distinción entre hablantes nativos y hablantes de segundo idioma, dependiendo de si el idioma fue aprendido como un idioma de socialización primaria o aprendido después de haber tenido completamente adquirido un primer idioma. En contextos de multilingüismo un hablante bilingüe también puede describirse como un hablante de herencia (un idioma de herencia en realidad se refiere a un idioma cuyos hablantes se han movido del área original donde se hablaba el idioma: por ejemplo, el idioma galés es un idioma heredado en la Patagonia, pero no en Gales) si no han estado tan completamente expuestos a uno de sus idiomas, lo que lleva a un menor grado de confianza en sí mismos como hablantes y, a veces, también una competencia limitada en uno de sus idiomas.

## Tipología

### Recordador
Un recordador es una persona que conoce palabras o frases individuales (a veces textos enteros) pero que no puede usar el idioma objetivo de manera productiva. Estas personas son de particular interés cuando estudian cualquier Lengua en peligro de extinción o moribunda. Los recordadores se contrastan con hablantes fluidos o completos, que tienen un buen dominio del idioma, y semihablantes, que tienen un dominio parcial de él. La distinción entre hablantes con fluidez y recordadores es importante en el trabajo de campo, pero determinar con precisión dónde se encuentra un miembro de una comunidad lingüística en el continuador del hablante-recordador puede ser un desafío.

### Hablante pasivo
Un hablante pasivo (también conocido como "bilingüe receptivo" o "bilingüe pasivo") es alguien que ha tenido suficiente exposición a un idioma en la infancia como para tener una comprensión nativa), pero tiene poco o ningún dominio activo de él. Tales hablantes son especialmente comunes en las comunidades de sustitución lingüística donde los hablantes de un idioma en declive no adquieren una competencia activa. Alrededor del 10% de pueblo ainu, por ejemplo, que hablan el idioma se consideran hablantes pasivos. Los oradores pasivos a menudo son el objetivo de los esfuerzos de la revitalización lingüística del idioma para aumentar rápidamente el número de hablantes, ya que es probable que obtengan habilidades de habla activa y casi nativa más rápidamente que aquellos que no conocen el idioma. También se encuentran en áreas donde las personas crecen escuchando otro idioma fuera de su familia sin educación formal.

### Semihablante
Un semihablante es un hablante que ha adquirido una competencia lingüística parcial en un idioma determinado, pero que generalmente no lo usa regularmente en las conversaciones. Su discurso puede contener formas erróneas. Los semihablantes a menudo se encuentran entre los participantes más motivados y comprometidos en proyectos de revitalización del lenguaje. A medida que los idiomas se vuelven obsoletos y las comunidades de hablantes cambian a otros idiomas, se hablan con menos frecuencia y en menos dominios sociales. Muchos hablantes aprenden el idioma parcialmente, a menudo de forma simplificada, con una influencia significativa del idioma de la mayoría. A veces se les conoce como "semihablantes", "cuasi hablantes" o "recordadores". La palabra semihablante fue presentada por el lingüista Nancy Dorian al describir los últimos hablantes del dialecto de East Sutherland del gaélico escocés. Cuando los semihablantes forman una parte importante del espectro, a menudo se produce la contracción de la comunidad de hablantes, ya que las normas lingüísticas se acomodan a las competencias de los hablantes.

### Hablante terminal
Un hablante terminal es el último hablante de un idioma. Un hablante terminal puede estar vivo, o puede haber sido la última persona hablando lo que ahora es un idioma extinto. En el proceso de muerte de un idioma, los hablantes restantes comienzan a perder algo del vocabulario y la gramática del idioma, por lo que cuando solo hay un último orador terminal, la persona no recordará una forma completa del idioma, ya que había sido hablado por una comunidad más grande que lo usaba en todos los dominios del lenguaje. Ser un hablante terminal significa que la persona es bilingüe, recordando su idioma de herencia pero interactuando con su comunidad en otro idioma. La importancia de esta distinción se ve en la historia de Dolly Pentreath de Cornwall. Ella es popularmente nombrada como la última hablante nativa fluida de idioma córnico, pero hubo otros que todavía lo hablaron durante muchos años, aunque posiblemente de manera incompleta. Los hablantes terminales a veces son encontrados por lingüistas que hacen documentación lingüística en un idioma antes de que muera. Un claro ejemplo de que un hablante terminal contactado por lingüistas es el caso de Abegaz, el último hablante del idioma mesmes en Etiopía. Vivía en una zona montañosa aislada y tenía alrededor de 80 años cuando fue contactado por un equipo de sociolingüístas; tras el contacto, ha fallecido. Ned Maddrell fue el último hablante de idioma manés, habiendo muerto en 1974. En 2008, Doris McLemore fue la última en hablar el idioma wichita mientras trabajaba con un equipo de lingüistas para documentar el idioma antes de que se extinguiera por completo. Fidela Bernat (24 de abril de 1898, Uztárroz, Navarra - 23 de febrero de 1991, Pamplona) fue la última hablante nativa del dialecto navarro oriental del euskera o roncalés.